# Schreibmaschinentype

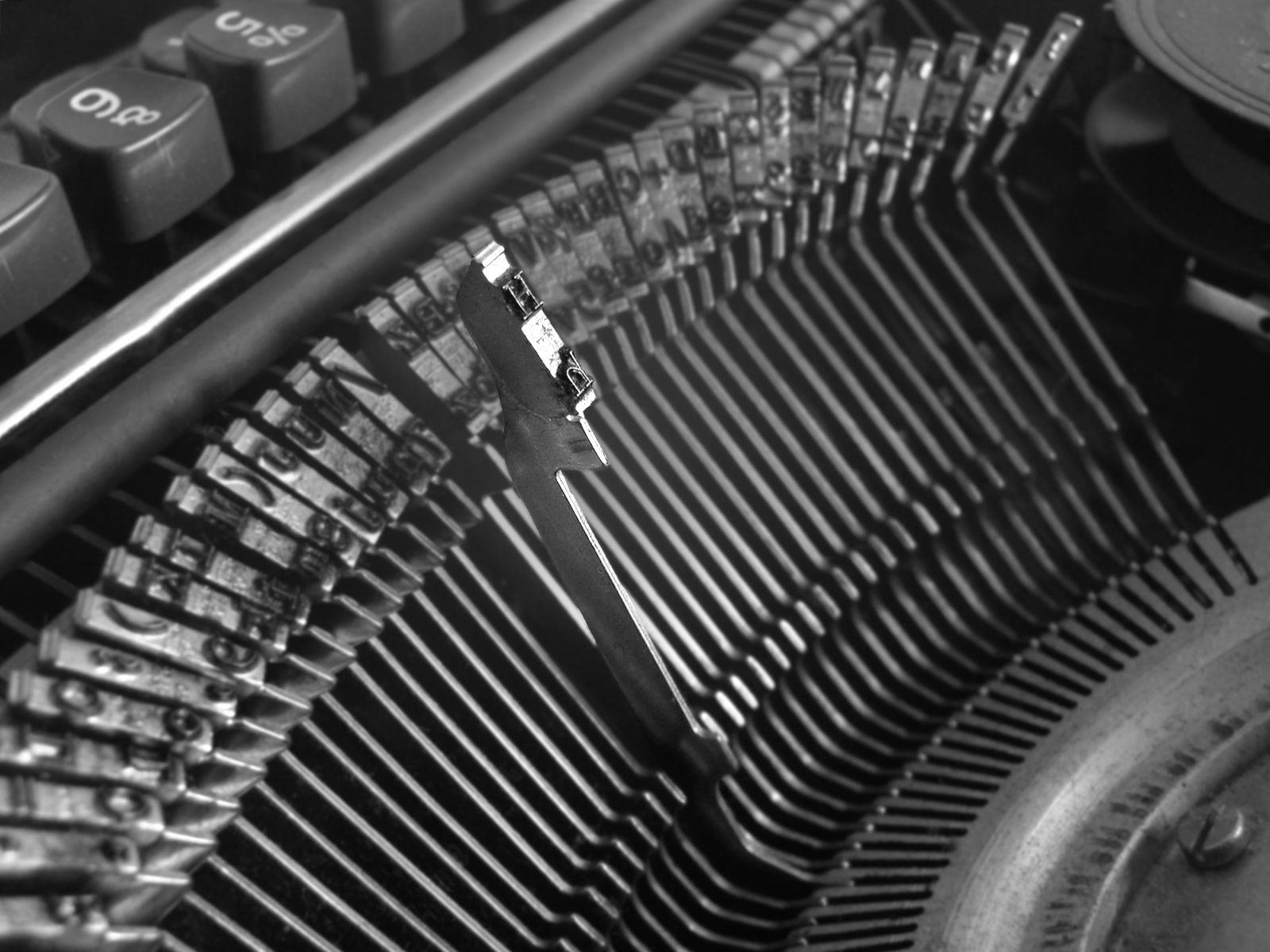
„h“-Type einer Schreibmaschine

Die Typen von Schreibmaschinen sind, ähnlich den Lettern beim Buchdruck, Körper, die das erhabene, spiegelverkehrte Bild von Schriftzeichen tragen. Im Gegensatz zu den Lettern sind die Typen jedoch nicht zur losen Verwendung vorgesehen, sondern entweder fest mit Bauteilen einer Schreibmaschine verbunden oder bilden in größerer Menge selbst ein Bauteil.
Am oberen Ende eines Typenhebels sind in der heutigen Form meist zwei Schriftzeichen übereinander angebracht (z. B. „h“ und „H“), welche sich durch Betätigung der Umschalttaste entsprechend auswählen lassen. Bei mechanischen Schreibmaschinen bewirkt die Umschalttaste entweder ein Anheben der Schreibwalze bzw. des ganzen Schreibwalzenwagens (Walzenumschaltung, bzw. Wagenumschaltung) oder ein Anheben oder Absenken des Segmentkorbes (Segmentumschaltung). Schreibmaschinen ohne Umschaltung haben nur eine Type je Typenhebel. Die Type hat die Form eines U-Profils und wird direkt auf den Typenhebel aus Stahl aufgesteckt und verlötet. Sie ist oft verchromt oder vernickelt, um mechanischer Abnutzung entgegenzuwirken. Es kommt jedoch vor, dass eine Type oder deren Verlötung bricht. In solchen Fällen kann der Büromaschinenmechaniker eine neue Type auflöten bzw. die alte Type durch löten wieder fixieren. Hierzu ist einiges an praktischer Erfahrung nötig; die lose Type muss auf gleich drei Achsen sehr fein justiert werden, bevor sie endgültig verlötet wird. Heute dürfte es schwer sein, jemanden mit den nötigen Fertigkeiten zu finden. Manche Firmen verwendeten in ihrer geschäftlichen Korrespondenz besondere Typen (z. B. mit dem eigenen Firmenlogo), welche vom Büromaschinenmechaniker angebracht werden konnten.
Ein Typenrad ist ein aus widerstandsfähigem, aber elastischem Kunststoff bestehendes Rad mit vielen Speichen, an deren Ende jeweils eine einzelne Type angebracht ist. Zur (manuellen) Herstellung von Prägeetiketten werden kompakte Typenräder ohne Speichen verwendet.
Eine Typenwalze oder ein Schreibmaschinen-Kugelkopf ist ein Metall- oder metallisierter Kunststoffkörper, auf welchem die Typen radial und in mehreren Ebenen übereinander angeordnet sind.
Auch bestimmte druckende Rechenmaschinen verfügen als „schreibende Maschine“ über Schreibmaschinentypen. Dabei wurden zunächst einzeln bewegliche Typen (z. B. die Ziffer 7 oder ein +), später jedoch überwiegend Typenstangen (z. B. mit den Ziffern 0 bis 9) realisiert. Bei den Typenstangen mit Rechenzeichen blieben oft einzelne Plätze für Typen ungenutzt.